# Chlorida fasciata
Chlorida fasciata là một loài bọ cánh cứng trong họ Cerambycidae.